# Pleurobema furvum
Pleurobema furvum är en musselart som först beskrevs av Conrad 1834.  Pleurobema furvum ingår i släktet Pleurobema och familjen målarmusslor. IUCN kategoriserar arten globalt som akut hotad. Inga underarter finns listade i Catalogue of Life.